# ليزلي مان (لاعب كرة قاعدة)
ليزلي مان (بالإنجليزية: Leslie Mann)‏ هو مدرب كرة سلة أمريكي، ولد في 18 نوفمبر 1892 في لنكن في الولايات المتحدة، وتوفي في 14 يناير 1962.

## وصلات خارجية
- ليزلي مان على موقعبيزبول رفرنس.كوم (الدوري الرئيسي) (الإنجليزية)
- ليزلي مان على موقع جمعية أبحاث البيسبول الأمريكية (الإنجليزية)
- ليزلي مان على موقع كلية كرة السلة في سبورتس رفرنس.كوم (الإنجليزية)
- ليزلي مان على موقع أوليمبيديا (الإنجليزية)